# The Flaming Lips with Neon Indian
The Flaming Lips with Neon Indian es un EP colaborativo de la banda de rock The Flaming Lips y el artista de música electrónica Neon Indian como parte de la serie The Flaming Lips 2011. Es una edición limitado en vinilo de color distribuido sólo en Estados Unidos. La canción "Is David Bowie Dying?" apareció posteriormente en The Flaming Lips and Heady Fwends.

## Lista de canciones
| N.º   | Título                                                 | Duración |  |
| 1.    | «Is David Bowie Dying?»                                | 6:44     |  |
| 2.    | «Alan's Theremin»                                      | 8:09     |  |
| 3.    | «You Don't Respond»                                    | 3:49     |  |
| 4.    | «Do You Want New Wave or Do You Want the Truth Part 2» | 2:56     |  |
| 21:38 |                                                        |          |  |

## Personal
- Wayne Coyne
- Steven Drozd
- Michael Ivins
- Kliph Scurlock
- Derek Brown
- Neon Indian